# Richard Bentley (éditeur)
Pour les articles homonymes, voir Bentley et Richard Bentley.
Richard Bentley (1794-1871) est un éditeur britannique du XIXe siècle, le plus célèbre d'une lignée d'éditeurs, qui a publié les grands écrivains de son temps, et connu le succès, essentiellement dans les années 1830 et le début des années 1840, avec ses Standard Novels series et sa revue littéraire Bentley's Miscellany.

## Éléments biographiques
Richard Bentley, dont la famille est originaire du Shropshire, nait le 24 octobre 1794 à Londres où son père Edward Bentley et son oncle John Nichols sont éditeurs.
Il fait, comme son frère Samuel (1785–1868), ses études à St Paul's School , puis apprend le métier d'imprimeur chez John Nichols et fait ses premières armes dans l'imprimerie montée en association avec son frère Samuel en 1819. Ils acquièrent une bonne réputation pour la qualité, en particulier, de leurs reproductions de gravures.
En 1823 il épouse Charlotte Botten (1800–1871) qui lui donne neuf enfants, dont George (1828–1895), l'aîné de ses enfants survivants, Frederick et Anne Kezia (cités en 1872 comme ses exécuteurs testamentaires). Un grave accident survenu en 1867 à la gare de Chepstow le laisse infirme et c'est George, son associé depuis 1866, qui gère l'entreprise. Il meurt quatre ans plus tard à Ramsgate le 10 septembre 1871.

## Vie professionnelle

### Les éditionsRichard Bentley and Henry Colburn
Le 3 juin 1829 Richard, qui a quitté son frère (qui s'installe avec son neveu John à Bangor House, dans Shoe Lane), signe avec Henry Colburn, éditeur de romans à la mode, une collaboration financière qui durera trois ans, de 1830 à 1832. Ils publient un genre apprécié du public, des romans à clef dont les personnages appartiennent aux classes aisées ou à la haute société, en particulier les ouvrages de la prolifique Catherine Gore.
Si certaines de leurs collections furent plus ou moins des échecs, comme the National Library of General Knowledge, the Juvenile Library, the Library of Modern Travels and Discoveries , ils publient avec succès, à partir de février 1831, les dix-neuf premiers volumes des Standard Novels series, qui présentent en un seul volume relativement bon marché (six shillings) des romans précédemment parus en trois tomes (à une guinée et demi).
Cette édition à succès produira 126 volumes pendant plus de vingt-quatre ans, dont un certain nombre d'auteurs américains, et les premières rééditions bon marché des romans de Jane Austen à partir de 1833.
Leur collaboration, devenue de plus en plus difficile, cesse officiellement le 31 août 1832.

### Les éditionsRichard Bentley

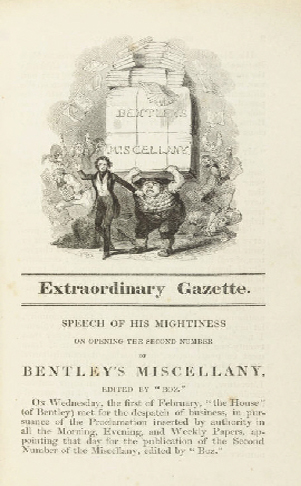
Bentley's Miscellany, édition de mars 1837.

Richard Bentley, contre un dédommagement de 5 580 £ à Henry Colburn, conserve l'imprimerie et la librairie sise 8 New Burlington Street, ainsi que les droits des Standard Novels series. Malgré une féroce rivalité avec son ancien associé, il devient l'éditeur, parfois exclusif, de nombreux écrivains qu'il a contribué à rendre célèbres et qu'il reçoit chez lui : Thomas Moore, Isaac D'Israeli et son fils Benjamin Disraeli, Theodore Hook, Bulwer-Lytton, Ainsworth, les poètes satiriques Richard Barham et Thomas Love Peacock, Charles Dickens, Caroline Norton. Il publie aussi des œuvres majeures d'écrivains étrangers, les Contes d'Andersen, des écrivains français comme Lamartine, Chateaubriand, les historiens allemands Ranke et Mommsen. Les éditions Bentley acquièrent une réputation de grande qualité.
La revue littéraire qu'il a créée en 1836, Bentley's Miscellany, et dont Dickens est le premier rédacteur en chef, publie aussi les dessins de George Cruikshank, les caricatures de John Leech et des auteurs américains aussi différents que Catharine Sedgwick et Edgar Allan Poe, dont les textes sont publiés en feuilletons avant d'être édités en volumes.
Les années 1843-1855 furent de plus en plus difficiles, à cause de la concurrence, de mauvais choix éditoriaux, des conséquences économiques de la guerre de Crimée, et Bentley frôla la banqueroute. En 1857, il dut vendre aux enchères des droits d'impression, des planches, des eaux-fortes pour payer ses dettes.

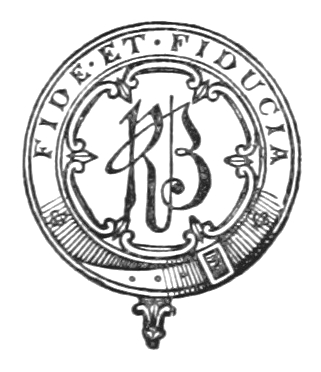
ex-libris de Richard Bentley & Son

Son fils aîné, George (1828–1895), qui l'a rejoint en 1845, devient son associé en 1866. Après l'accident survenu en 1867 qui le laisse infirme, George gère (jusqu'à sa mort en 1895) l'entreprise paternelle, qui devient Richard Bentley and Son en 1871 après la mort de son père.

## Sources
- (en) Robert Harrison, « Bentley, Richard (1794-1871) », Dictionary of National Biography (DNB), 1885-1900, vol. 04.
- (en) Roger P. Wallins, Dictionary of Literary Biography, Vol. 106, Patricia Anderson and Jonathan Rose, 1991, « Richard Bentley, Henry Colburn and Richard Bentley, Henry Colburn, Henry Colburn and Company, Richard Bentley and Son, British Literary Publishing Houses, 1820–1880 »

- (en) Cet article est partiellement ou en totalité issu de l’article de Wikipédia en anglais intitulé « Richard Bentley (publisher) » (voir la liste des auteurs).